# Homs (Libia)
Homs (in arabo ألخمس , al-Khums o al-H̱ums) è una città e porto della Libia settentrionale, è il capoluogo del distretto di al-Murgub, nella regione storica della Tripolitania. Secondo stime del 2009 la città conta circa 202 000 abitanti..

## Geografia
Homs si trova sulle coste del Mar Mediterraneo, a circa 120 km ad est di Tripoli.

## Storia
Homs fu fondata dai Turchi durante il periodo della loro dominazione sulla zona, durato dal 1553 al 1911. Homs divenne importante nella seconda metà dell'800 per l'esportazione dello sparto, una Graminacea che cresce in abbondanza in tutto il Nordafrica, le cui fibre si prestano sia alla produzione della carta sia a quella di cordami in genere.
Durante la guerra italo-turca fu occupata dalle truppe italiane il 21 ottobre 1911, mentre la vicina collina del Mergheb, piazzaforte ottomana, fu conquistata solamente il 27 febbraio successivo. Nella campagna di stabilizzazione della Libia del 1913, Homs fu sede di un campo volo della 104ª Squadriglia del Corpo Aeronautico italiano e da luglio 1918 di una Sezione distaccata della 106ª Squadriglia. Nel gennaio 1918 inoltre fu istituita la 21ª Sezione FBA dotata di idrovolanti FBA Type H che dal mese di maggio divenne sezione distaccata della 286ª Squadriglia. All'inizio del 1919 vi s'insediò la 89ª Squadriglia.

## Monumenti e luoghi d'interesse
Appena fuori dalla città, in direzione est, si trova l'antica città romana di Leptis Magna nominata patrimonio dell'umanità dell'UNESCO nel 1982.

## Economia
La moderna economia della zona è invece legata alla lavorazione del tonno, alla fabbricazione del sapone ed alla esportazione di datteri ed olio di oliva prodotti nella zona circostante. Importante è anche l'industria del turismo con località balneari e come base per la visita alla città di Leptis Magna. Homs conserva ancora molte costruzioni del periodo turco. La città è collegata ai principali centri della costa libica dalla strada litoranea che collega Tripoli con Bengasi e il Cairo.